# 숙지고등학교
숙지고등학교(熟知高等學校)는 대한민국 경기도 수원시 팔달구 화서동에 있는 공립 고등학교이다.

## 학교 연혁
- 1997년 1월 14일 : 30학급 설립 인가
- 1997년 3월 1일 : 초대 박원필 교장 취임
- 1997년 3월 5일 : 신입생 10학급 입학 543명 (남 400명, 여 143명)
- 2000년 2월 9일 : 제1회 졸업 526명(남 386명, 여 140명)
- 2009년 3월 2일 : 특수학급 신설(1학급 13명)
- 2012년 3월 1일 : 에너지 절약 정책 연구학교 지정(2년간)
- 2019년 3월 1일 : 혁신학교 지정(4년간)
- 2020년 1월 2일 : 제21회 졸업식(334명) 졸업생 총인원 9,580명
- 2020년 3월 1일 : 제8대 박향숙 교장 취임
- 2021년 12월 22일 : 제23회 졸업식(309명)
- 2022년 3월 2일 : 2022학년도 신입생 입학식 (11학급 271명)

## 참고 자료
- 숙지고등학교 - 한국교육학술정보원 학교알리미